# Geschwindigkeitstrichter
Ein Geschwindigkeitstrichter ist in Deutschland eine Einrichtung auf öffentlichen Straßen, die entsprechend § 45 StVO durch eine geregelte Abfolge von Geschwindigkeitsbeschränkungen die zulässige streckenbezogene Höchstgeschwindigkeit schrittweise in Etappen auf den Zielwert herab begrenzt. In Deutschland sind in der Allgemeinen Verwaltungsvorschrift zur Straßenverkehrs-Ordnung im Normalfall Schritte von 20 km/h vorgesehen. In abweichenden Fällen ist die erste Reduzierung (nicht jedoch auf den Endwert) um 30 km/h zulässig.

## Einsatz
Geschwindigkeitstrichter werden zeitlich begrenzt vor allem zur Sicherung von Baustellen, dauerhaft in der Anfahrt auf Engstellen oder im Übergangsbereich von Schnellstraßen auf innerörtliche Straßen verwendet. Die Vorgehensweise dient dazu, das  Geschwindigkeitsniveau gezielt schrittweise abzusenken, um durch Harmonisierung der Geschwindigkeiten abrupte Fahr- und Bremsmanöver zu vermeiden. In besonderen Fällen werden zusätzlich stationäre Geschwindigkeitsüberwachungsanlagen zur Kontrolle installiert. Außerdem finden Geschwindigkeitstrichter auch vor Staus Anwendung, da dadurch Auffahrunfälle am Stauende vermieden werden. Bei Mautstellen auf Autobahnen wird so der Verkehr langsam abgebremst.
Mittlerweile ist der Geschwindigkeitstrichter auch in die Fortschreibung zur RSA 95 und ZTV-SA 97 aufgenommen und muss auf Landesstraßen außerorts bei über 50 km/h angeordnet werden. Bei Autobahnen wird er meistens mit 120 - 100 - 80 - 60 angeordnet. Auf Bundes- und Landstraßen wird er meistens mit 70 - 50 - 30 angeordnet.